# Waldov test
V statistiki Waldov test (poimenovan po Abrahamu Waldu) ocenjuje omejitve statističnih parametrov na podlagi utežene razdalje med neomejeno oceno in njegovo hipotetično vrednost pod ničelno hipotezo, kjer je utež natančnost ocene. Intuitivno pomeni večja utežena razdalja manjšo verjetnost, da je omejitev resnična. Končna razporeditev vzorca Waldovih testov ni znana, vendar ima asimptotično porazdelitev hi-kvadrat pod ničelno hipotezo, dejstvo, ki ga lahko uporabimo pri določanju statistične značilnosti.
Skupaj s testom Lagrangeovega multiplikatorja in testom verjetnostnega razmerja je Waldov test en od treh klasičnih pristopov k testiranju hipotez. Prednost Waldovega testa pred ostalima dvema je da zahteva samo ocenjevanje neomejenega modela, kar zmanjša računsko breme v primerjavi z testom razmerja verjetnosti. Toda velika pomanjkljivost testa je v tem, da (v končnih vzorcih) ni indiferenten na spremembe v predstavitvi ničelne hipoteze; z drugimi besedami, algebraično ekvivalenten izraz nelinearne omejitve parametrov lahko vodi v drugačne vrednosti testne statistike. To je zato, ker je Waldova testna statistika izpeljana iz Taylorjeve razširitve in različni načini zapisovanja ekvivalentnih nelineranih izrazov vodijo v netrivialne razlike v ustreznih Taylorjevih koeficientih. Še ena okrajšava, znana kot Hauck-Donnerjev učinek, se lahko zgodi v binomskih modelih, ko je ocenjeni (neomejeni) parameter vlizu meje parameterskega prostora - npr. fittana verjenost je izjemno blizu ničli ali enki - kar vodi v to, da Waldov test ni več monotono naraščajoč na razdalji med neomejenim in omejenim parametrom.

## Matematične podrobnosti
V Waldovem testu, je ocenjena {\displaystyle {\hat {\theta }}}, ki je bila najdena kot maksimirajoči argument neomejene funkcije verjetnosti primerjana s hipotetično vrednostjo {\displaystyle \theta _{0}}. In sicer kvadrirana razlika {\displaystyle {\hat {\theta }}-\theta _{0}} je utežena s krivino logaritemske funkcije verjetnosti.

### Testi na enem parametru
Če hipoteza vključuje omejitev samo enega parametra, je Waldova testna statistika naslednje oblike:
{\displaystyle W={\frac {{({\widehat {\theta }}-\theta _{0})}^{2}}{\operatorname {var} ({\hat {\theta }})}}}
kar pod ničelno hipotezo sledi asimptotični χ2 porazdelitvi z eno stopinjo prostosti.